# Tomás Tavares
Tomás Franco Tavares (sinh ngày 7 tháng 3 năm 2001) là một cầu thủ bóng đá chuyên nghiệp người Bồ Đào Nha chơi cho câu lạc bộ Benfica ở vị trí hậu vệ.

## Đời sống
Sinh ra ở Peniche, Bồ Đào Nha, Tavares là người gốc Cape Verdean.